# آشوت قاهرامانیان
آشوت سارگسی قاهرامانیان (ارمنی: Աշոտ Սարգսի Ղահրամանյան؛  زادهٔ ۲ ژانویهٔ ۱۹۴۹) سیاستمدار و فرد نظامی اهل ارمنستان است که از تاریخ ۸ دسامبر ۲۰۰۶ تا تاریخ ۸ ژوئن ۲۰۱۸ سمت استانداری استان آرماویر را برعهده داشت.

## زندگی‌نامه
وی در ۲ ژانویهٔ ۱۹۴۹ ‏در آیگشات به دنیا آمد و از دانشکده حقوق دانشگاه دولتی ایروان فارغ‌التحصیل گشت. همچنین برندهٔ جوایزی همچون نشان آنانیا شیراکاتسی (۲۰۱۴) و مدال گارگین نژده شده است.

## یادداشت
1. ↑  ՀՀ ՆԳՆ Երևան քաղաքի վարչության